# Tamba angulata
Tamba angulata är en fjärilsart som beskrevs av Candeze 1927. Tamba angulata ingår i släktet Tamba
 och familjen nattflyn. Inga underarter finns listade i Catalogue of Life.